# Steve Vai
Steven Siro Vai (Carle Place, Nova Iorque, 6 de junho de 1960) é um guitarrista, compositor e produtor musical estadunidense. Conhecido por ser um guitarrista virtuoso, Steve Vai é creditado como o criador de uma técnica de tocar guitarra chamada "Joint shifting", além de ser considerado pela crítica e pelo público como um dos melhores guitarristas do mundo.
Em outubro de 2012, a revista Guitar World abriu uma votação entre seus leitores para elencar os 50 guitarristas mais rápidos da história. Steve ficou na 4a posição.
Em Setembro de 2015, a renomada revista Guitar Player Brasil (edição #233) comentou que "nos últimos 35 anos, poucos guitarristas tiveram tanta capacidade de se reinventar quanto Steve Vai. A cada trabalho lançado, algo novo foi apresentado, seja em termos técnicos e de composição ou na abordagem do instrumento e na busca por ir além do que já havia percorrido até então. Como um atleta procurando um melhor desempenho, Vai usou os limites como ponto de partida para novas descobertas."
Detentor de 3 prêmios Grammy (o primeiro foi recebido em 1994), além de inúmeras indicações ao mesmo prêmio, em 18 setembro de 2009, Vai recebeu do Musicians Institute (MI) o título de doutor em música.
| “ | Steve Vai não só inspirou inúmeros músicos de todo o mundo, como desempenhou um papel importante na evolução do rock moderno, ele também incorpora ideais do MI, do artista-educador, que combina a busca incessante de sua visão criativa com um senso de responsabilidade por tutoria a próxima geração. | ” |

## Carreira

### Infância
Steve Vai, descendente de imigrantes italianos, nasceu em Carle Place, Nova Iorque, em 6 de junho de 1960. Ele é o quarto filho de John e Theresa Vai. Ele descreveu suas primeiras experiências com a música como, "aos cinco anos de idade eu andei até um piano, bati uma nota, e notei que para a direita as notas tornavam-se mais altas e para a esquerda as notas tornavam-se mais baixas. Naquele exato momento, tive uma epifania completa. Eu estava inundado com a percepção instintiva de como a música foi criada e como ela funcionava do ponto de vista teórico — toda a linguagem da música era muito óbvia. Também entendi imediatamente, instintivamente, e inequivocamente algo que só se aprofundou ao longo dos anos que a criação da música é uma expressão pessoal infinita. Eu percebi que eu poderia fazer isso, eu poderia fazer música da forma como que eu quisesse".
Em uma entrevista dada ao Lee Herald, Vai contou que o primeiro instrumento que aprendeu a tocar foi o acordeon, aos 9 anos de idade. Foi neste período que aprendeu a ler partituras e a compor canções. "Foi desta forma que aprendi a ler partitura e compor. Tive três acordeões diferentes. Uma parte de mim odiava aquilo. Meu pai me fazia praticar meia hora por dia. Mas uma parte de mim gostava. Curtia tocar o que quisesse naquilo, não o que o professor pedia", contou.
Quando criança, Vai foi influenciado pela música que seus pais ouviram. Um álbum em particular que ele cita como seu "despertar musical" foi a trilha sonora original do filme West Side Story de 1961. Aos onze anos, Vai foi introduzido ao rock contemporâneo e na música progressiva da época, e depois de ouvir o solo de guitarra de "Heartbreaker" do Led Zeppelin, aos doze anos, decidiu começar a tocar guitarra.
Enquanto crescia, o jovem Steve começou a se interessar pelos guitarristas famosos da época, como Jimi Hendrix e Jimmy Page o que o levou a aprender a tocar guitarra em 1974. Por indicação de um amigo chamado John Sergio começou a fazer aulas particulares com Joe Satriani. Steve bateu na porta do Satriani com um violão na mão e um pacote de cordas na outra, dizendo que gostaria de aprender a tocar. Segundo Satriani: "Ele apareceu na porta de minha casa com uma guitarra sem cordas em uma mão e um pacote de cordas na outra, e disse "Hey, você está dando aulas pro meu amigo, você pode me ensinar a tocar também?" Foi assim que ele se apresentou para mim."
O novo aluno logo se destacou. Uma vez, perguntado sobre o aluno Steve Vai, Satriani respondeu:
| “ | Eu pensava comigo: Este cara deve ter um par de músculos extras ou alguns tendões a mais nas mãos! | ” |

Em 1977, aos 17 anos, para continuar seu interesse pela composição musical e teoria, é aceito na renomada Berklee School Of Music, em Boston, Massachusetts, seguindo, assim, os mesmos passos de seu mestre, Joe Satriani.
Quando Vai foi aceito na ‘Berklee”, seu pai vendeu sua apólice de seguro de vida para pagar a taxa de matrícula. Vai graduou-se na “Berklee” em 1979 e em 2000 foi premiado com um diploma de doutor honoris causa em música pelo colégio.
| “ | "Tive realmente sorte de ter uma família que apoiou-me a ir para a faculdade para prosseguir a música. Meu pai especialmente estava lá, pagando as aulas de guitarra e, em seguida, dirigindo-me para Berklee, não importa onde ou quando. Tenho para com minha família uma dívida de gratidão por tudo o que eles fizeram." | ” |

Como músico, é possível observar influências de muitos guitarristas em suas músicas, como Jeff Beck e o guitarrista de fusion Allan Holdsworth. Ele credita o solo de guitarra da canção "Heartbreaker", do Led Zeppelin, como sua maior influência.
| “ | "Quando eu escutei aquele solo de guitarra pela primeira vez, eu enlouqueci. Eu disse a mim mesmo: "Eu quero aprender a tocar isto. Eu tenho que aprender a tocar isto!" | ” |

### Primeiros Passos como Músico
Em 1967, Steve Vai e sua irmã, Lilian Vai, resolveram formar uma banda, chamada “Hot Chocolate”, onde Steve tocava bongos e Lilian tocava violão. Foi nessa época que ele escreveu sua primeira canção, exatamente, “Hot Chocolate”. Isso durou até seus 10-11 anos de idade.
Pouco tempo após iniciar seus estudos com Satriani, Vai se juntou a uma banda da escola, chamada “The Ohio Express”, formada por Frank Stroshol (guitarra, vocal), Steve Vai (guitarra, vocal), Mike Herlihy (bateria, vocal) e Phil (baixista). O grupo ensaiava no porão da casa de Stroshol, mas tempos depois foram proibidos de fazê-lo e a banda terminou, sem sequer fazer um show.
Tempos depois, Vai entrou para o “Berklee College of Music”, vindo, também, a tocar em inúmeras bandas locais (foi lá também que Vai conheceu sua futura esposa, Pia Maiocco, com quem está junto desde então).
Uma dessas bandas foi a “Circus”, que, segundo Vai, foi uma banda muito boa que tocou as notas certas. Um de seus melhores amigos, quando ele estava crescendo, foi John Sergio (baixista). Sergio foi o responsável por abrir os horizontes de Vai musicalmente. Antes dele, Vai era estritamente um cara de “Led Zeppelin”. Foi Sergio quem lhe apresentou bandas como “Queen”, “Jethro Tull”, “Yes”, “Emerson, Lake and Palmer” e tantas outras progressivas.
Foi com a banda “Circus” que Steve Vai fêz sua primeira aparição pública, no “Carle High School”.
Em 1977, Vai formou a “Bold As Love”, com Steve Vai (guitarra), Jimmy Thomas (baixo) e Billy Sullivan (bateria). O “Bold As Love”, foi uma banda cover de Jimi Hendrix.
Entre 1978 e 1979, Vai formou o “Axis”, sendo a primeira banda com a qual ele tocou no “Beklee College of Music”. O grupo era formado por Steve Vai (guitarra), Dave Rosenthal (teclados, guitarra), Eddie Rodgers (bateria) e Stu Hamm (baixo). Foi com esta banda que Vai escreveu muitas músicas que mais tarde seriam gravadas em seu álbum "Flex-Able" e outros.
Em 1979, Vai formou o “Morning Thunder”, com as participações de Steve Vai (guitarra), Dave Rosenthal (teclados, guitarra), Eddie Rogers (bateria) e Randy Coven (baixo). Esta foi a segunda banda que ele tocou no “Berklee College of Music”. Musicalmente o grupo foi intensamente criativo e estimulante para Vai, fazendo e ensaiando músicas o dia inteiro.
Foi nesta época que Vai ouviu pela primeira vez a música de Frank Zappa.

### Com Frank Zappa

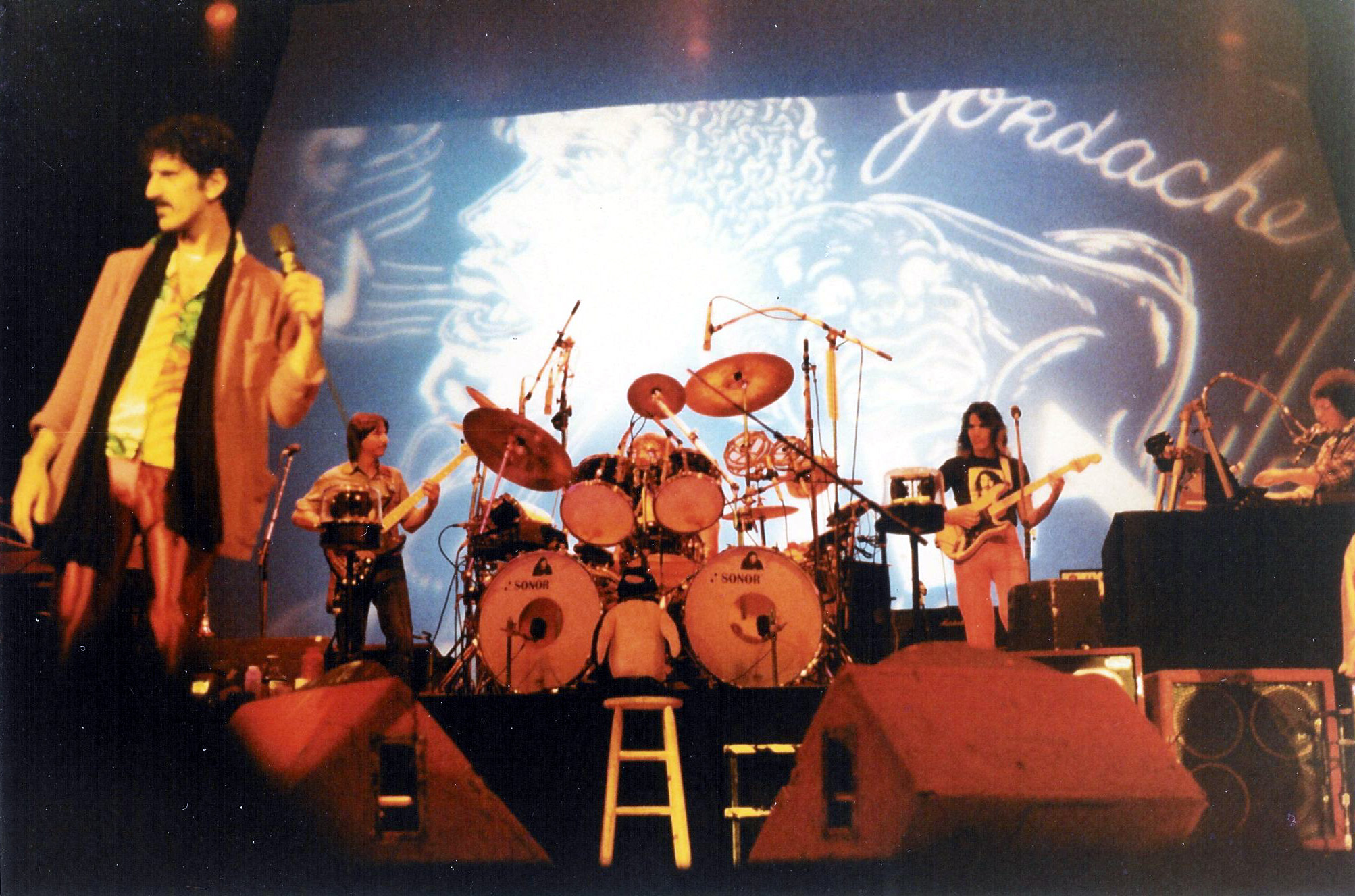
Steve Vai (tocando guitarra, ao fundo, entre o tecladista e o baterista), Frank Zappa e banda durante um concerto no "Memorial Auditorium", 25-Oct-1980 Buffalo, New York

Steve ficou fascinado com a música de Frank Zappa. Em uma entrevista a revista Guitar Player Norte Americana, Steve disse que inúmeras vezes, telefonou para Zappa tentando contato (sem muito sucesso), contudo, com muita insistência, Frank atendeu o telefone e perguntou o que Steve desejava. Steve disse que queria ser como ele, ao que Frank respondeu: "Impossível, você é demasiado jovem para ser calvo". Steve riu, e disse que não existia ninguém capaz de transcrever em partituras, com tanta perfeição quanto ele, as músicas de Zappa. Então Zappa, curioso, o autorizou e tão logo Steve enviou pelo correio transcrições dos solos de guitarra de Zappa e de Edgar Varèse, e uma fita cassete com um overdub da canção The Black Page, para o próprio.
Zappa, então, marcou uma audição com o Vai. Em uma entrevista dada ao site Berklee Online, Steve conta como foi essa audição com Frank Zappa.
Zappa, porém, ficou tão impressionado com as habilidades do jovem que o contratou para trabalhar transcrevendo suas intermináveis sequências de rock sinfônico experimental. Este trabalho ficou registrado no chamado “The Frank Zappa Guitar Book”, de 1982.
Nesse estágio de formação de sua carreira, Steve registrou seu talento em faixas como Moggio e Stevie's Spanking. Zappa creditava o nome de Vai em seus álbuns como "impossible guitar parts" (numa tradução literal, algo como "o cara das partes impossíveis da guitarra").
Enquanto trabalhava para Zappa, Steve viajava com a banda em turnê e tomava parte numa espécie de competição com o público, onde pessoas traziam partituras e Steve tentava lê-las à primeira vista.

### O sucesso
Após deixar Zappa em 1982, Vai formou o “The Out Band”, com Steve Vai (guitarra), Stu Hamm (baixo), Guy Mann Dude (bateria) e Doug Cameron (violino). Na verdade, essa foi uma banda que só se juntou para ensaios e um único show.
Logo depois, ele se mudou para a Califórnia, onde gravou seu primeiro álbum, Flex-Able. Para divulgar o álbum, Vai formou sua primeira banda na Califórnia, o “The Classified”, com Steve Vai (guitarra, vocal), Stu Hamm (baixo, vocal), Tommy Mars (teclados, vocal), Sue Mathis (teclados, vox), Mike Barsimanto (bateria) e Chris Frazier (bateria). Em 2017, Steve lançaria um álbum com as músicas desta banda no box The Secret Jewel Box (7o CD deste box).
Meses após o lançamento de Flex-Able, Flex-Able Leftovers, foi lançado somente em vinil. Estes 2 álbuns chamaram a atenção de bandas e guitarristas em geral. Assim, em 1985, ele substituiu Yngwie Malmsteen como guitarrista-solo na banda Alcatrazz, liderada por Graham Bonnet, onde participou da gravação do álbum Disturbing the Peace. Deste álbum, Vai participou da composição de todas as onze faixas.
Sobre sua participação no Alcatrazz, Vai disse em entrevista que, hoje, se delicia com essa estória, pois na época, ele só teve um dia para aprender todo o set-list para o primeiro show com a banda. Eram três apresentações que eles tinham que fazer, e o primeiro foi em Riverside, California, e ninguém na platéia sabia que Malmsteen não estava mais na banda, e a maioria das pessoas na platéia foram para ver o Malmsteen. Ele informou que ainda se lembra dele se aproximar do palco e ouvir todo o público gritando o nome de Malmsteen (até hoje, Vai possui uma fita com a reação do público, segundo ele, “hilariante”).
Porém, em 1984 (antes, portanto, de tocar no Alcatrazz) Vai formou uma banda chamada “777”, cuja formação era Steve Vai (guitarra), Stu Hamm (baixo) e Chris Frazier (bateria). Segundo Vai, foi uma grande banda de apresentação. Este trio foi o núcleo que fez a maior parte de "Passion and Warfare" (que seria lançado mais tarde). Aliás, segundo o próprio Vai, ainda há material dessa época, que um dia poderá ser lançado.
No final de 1985, Steve juntou-se ao supergrupo The David Lee Roth Band, formada pelo ex-vocalista do Van Halen, David Lee Roth, e participou de dois álbuns: Eat 'Em and Smile e Skyscraper. Essa passagem pela banda de David o proporcionou grande fama entre o público de rock, uma vez que David estava em uma guerra declarada contra os membros do Van Halen e Steve era inevitavelmente comparado a Eddie Van Halen.
Em 1986, Steve surpreendeu a todos ao tocar com o ex-membro dos Sex Pistols, John Lydon, em seu grupo Public Image Ltd., em seu álbum Album. Neste trabalho, Vai atua literalmente como um músico que preenche texturas. Sua guitarra não toma a linha de frente, como muitos poderiam esperar. Mesmo assim, se destaca, tornando-se um componente importante para o contexto. Porém, nas faixas  “Home” e “Fishing” é possível perceber um trabalho mais apurado da guitarra de Vai.
Ainda em 1986, Steve apareceu nas telas de cinema, com Ralph Macchio, no filme “Crossroads”, interpretando “Jack Butler”, um guitarrista demoníaco. No clímax do filme, Vai encarava um duelo com Ralph Macchio (este com a guitarra dublada por Ry Cooder). A música neo-clássica intitulada “Eugene's Trick Bag”, com a qual Macchio derrotava Vai e vencia o duelo, também foi composta por Steve Vai. A peça era bastante inspirada no "Caprice No. 5", de Paganini, e tornou-se uma das favoritas entre os estudantes de guitarra. Esta música seria lançada mais tarde em CD, no álbum The Elusive Light and Sound, Vol. 1, de 2002.
Impressionado com a atuação de Vai neste filme, David Coverdale, líder da banda britânica Whitesnake, recrutou-o para gravar o novo álbum da banda, já que o guitarrista Adrian Vandenberg havia sofrido um acidente que o impossibilitou de entrar em estúdio. Assim, o álbum Slip of the Tongue foi então gravado tendo Steve Vai como um dos músicos. Steve ainda tocou com a banda na turnê de divulgação do disco, considerada pela crítica uma das melhores turnês do grupo. Esta turnê foi a maior que a banda já fizera até então, tocando por todo o mundo, culminando com um show arrebatador no Monsters Of Rock de Castle Donington (a terceira aparição deles no festival, sendo a segunda em que capitaneavam o evento). A performance deste show resultou no álbum Live at Donington 1990.

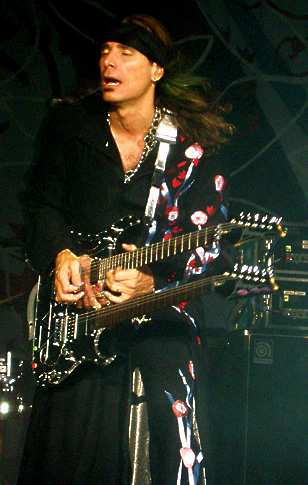
Vai tocando uma guitarra Ibanez de braço duplo, por volta de 1990.

### Anos 1990
Em 1990, Steve lançou seu álbum solo Passion and Warfare, inspirado em uma série de sonhos de Steve. O álbum foi largamente aclamado pela crítica mundial, e teve uma vendagem extraordinária. Para se ter uma ideia, a coluna "Tribuna Bis", do jornal carioca Tribuna da Imprensa, disse que o álbum era absurdo, já que "é inacreditável o que esse americano faz com sua Ibanez". Passion and Warfare sedimentou sua posição no topo dos guitarristas "virtuosos". Segundo a revista Guitar Player Brasil #165 de Janeiro de 2010, "Passion & Warfare é um álbum que marcou a carreira de Steve Vai e também uma geração de novos guitarristas. Este disco contém os maiores hits instrumentais de Vai. A maneira como ele interpreta os temas e solos – usando e abusando de alavancadas certeiras, slides dificílimos, vibratos e harmônicos expressivos – marcou este trabalho inesquecível, além da utilização da guitarra de sete cordas, que na época em que o álbum foi lançado ainda não era um instrumento tão popular quanto nos dias de hoje."
A canção Liberty, desse álbum, seria utilizada no Brasil pela Rede Globo de São Paulo como trilha sonora do encerramento da programação diária entre 1992 e 1995.
Em 1991, ele cria a banda Bad4Good, que é formada por um quarteto de jovens. A ideia da criação da banda surgiu após Vai conhecer o jovem guitarrista Thomas "McRocklin" McLaughlin, que, com apenas 8 anos, o encantou, e participa de seu clipe The Audience Is Listening.
Após o sucesso de Passion and Warfare, Steve resolveu inovar e em 1993 gravou Sex & Religion com o vocalista Devin Townsend. Além de Devin Townsend, a banda, intitulada "VAI", era composta por T. M. Stevens, no baixo, e Terry Bozzio, na bateria.
Deste álbum foram lançados 2 singles: “In My Dreams With You”, música que Steve compôs em parceria com o grande hitmaker Desmond Child, e “Down Deep Into the Pain”, que contém uma letra que é uma verdadeira viagem ao lado mais cruel da mente humana.
O projeto da banda parecia bom. Vai chamou caras tidos como bam-bam-bans à época. Devin Townsend era um guitarrista que começava a chamar a atenção. Porém, Vai conseguiu enxergar um vocalista nele, descobrindo um talento que daria muito à música no futuro. Os singles chegaram chegaram a tocar bastante na MTV americana e na do Brasil também. Mas o projeto não deu certo.
Várias são as explicações e cada uma diferente da outra, mas a versão contava por Vai parece ser a mais honesta:
| “ | "Eu estava abalado com a doença e depois a morte do Zappa, juntei caras de temperamento difícil como o meu pra tocar um projeto quase impossível, não tinha como dar certo apesar de todos serem fantásticos profissionais e pessoas maravilhosas". | ” |

Com a morte de Zappa, o álbum tributo Zappa's Universe - A Celebration of 25 Years of Frank Zappa's Music foi lançado. Steve tocou a música "Sofa", que lhe renderia seu primeiro prêmio Grammy um ano depois.
Com o fim da turnê do Sex & Religion, Steve passou a se dedicar integralmente a outro projeto, que se chamava Fire Coma. Esse projeto era algo realmente grandioso, e tomou quase todo o tempo de Vai em 94 a 96.
Em 1994, Steve foi chamado para compor e tocar no futuro álbum de Ozzy Osbourne, Ozzmosis. O plano era que Steve aparecesse em metade do álbum, e o guitarrista Zakk Wylde na outra metade. Entretanto, Steve pode ser ouvido apenas na faixa My Little Man e na faixa bônus Back On Earth, que apareceu na coletânea The Ozzman Cometh. Em 2015, durante participação no programa de Mitch Lafon, Steve explicou por que não se juntou à banda de Ozzy: "Adoro o Ozzy, mas vocês conseguem me ver excursionando com ele? Não consigo me imaginar tocando "Paranoid" toda noite. Dizer que seria um retrocesso é meio forte, mas é isto. Meus instintos me disseram não, não, não".
Também em 1994, Vai compôs e executou a trilha sonora do filme “PCU”.

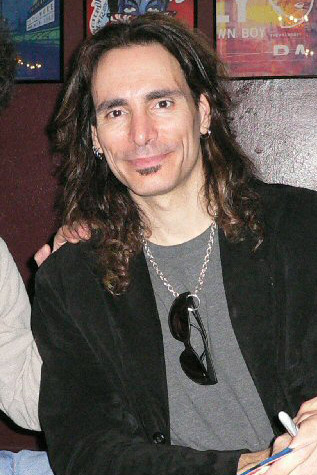
Steve Vai

Em 1995, Steve lançou o EP Alien Love Secrets. Com o sucesso inesperado do álbum, Vai foi convidado por Bon Jovi para abrir a turnê dele nos Estados Unidos. Para estes shows, Vai contou com a seguinte banda de apoio: Tony Pimental (baixo), Scott Thunes (baixo), Will Riley (teclados) e Chris Frazier (bateria).
Ainda colhendo os frutos do sucesso de Alien Love Secrets, Steve continuou o processo de criação e gravação de Fire Coma. Com o fim da Relativity Records, Vai se mudou para a Epic/Sony, onde lançou o projeto, que acabou sendo chamado de Fire Garden, em 1996.
Em 96, Steve se juntou ao G3 com Joe Satriani e Eric Johnson. Os shows consistiam em uma apresentação individual de cada um dos músicos e uma jam session entre os três. A turnê foi registrada em 1997, com o lançamento do CD e VHS G3: Live in Concert.
Em 1997 Steve recebeu uma homenagem do grupo Zumbi do Mato na canção "Ah! Bem Suado Guitarrista".
Em 1998, em parceria com a Morley, foi lançado um cd promo (chamado “Bad Squad”) com o sentido de promover o pedal “wah Bad Horsie”, desenhado por Steve Vai.
Em 1999, o álbum The Ultra Zone é lançado.
Foi nesta década, também, que Vai começou a excursionar por vários países europeus e asiáticos (como a Rússia e a China, por exemplo), bem como América do Sul, muitas vezes, tendo sido o primeiro artista de rock americano na história a ter realizado shows nestas áreas.

### Anos 2000

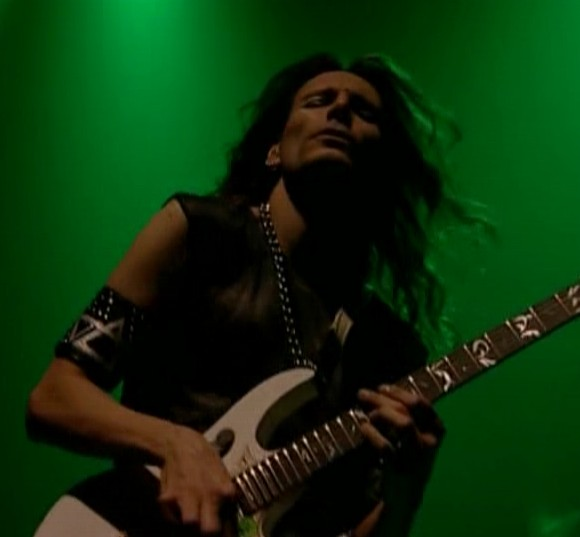
Steve Vai no Astoria, em 2001

Em 2000 foi lançado o cd "The 7th Song - Enchanting Guitar Melodies", que nada mais é que uma coletânea reunindo as faixas 7 dos 7 álbuns de estúdio de Steve Vai lançados até então, além de três músicas inéditas.
Em 11 de Dezembro de 2001 foi lançado um trabalho bem ousado, “The Secret Jewel Box”, uma caixa-box contendo três CDs: “The Elusive Light and Sound”, “Disturbing the Peace” (da ex banda de Vai, “Alcatrazz”, remasterizado; originalmente lançado em 1985) e “Archives Vol. 2 – Original Recordings Of Frank Zappa”. Foram feitas apenas 10.000 caixas. O box set também veio com três das palhetas do guitarrista.
Em 2001, lança, somente em cd, o álbum duplo ao vivo Alive in an Ultra World, gravado durante a turnê The Ultra Zone. Neste cd, todas as faixas são inéditas e cada uma é dedicada a um país pelo qual a turnê passou.
Em 2002, seguindo o sucesso da coletânea "The 7th Song", foi lançado “The Elusive Light and Sound”, aquele mesmo do Box “The Secret Jewel Box”, que devido a grande procura, acabou sendo lançado separadamente, também. Este disco reúne muitas contribuições de Steve Vai à música cinematográfica, incluindo a tão procurada cena de duelo do filme “Crossroads” (o tal duelo de guitarra com Shuggie Otis, que nunca fez isso para o filme). O álbum abre com uma versão do “The Kinks”, "Celluloid Heroes" e "Love Blood" e tantas outras de diversos filmes. Algumas peças são longas, outros contém apenas quinze segundos de duração.
Seguindo a linha de coletâneas, em 2003 foram lançados mais dois exemplares, com CDs que contêm pequenas contribuições que Vai registrou com vários outros artistas, para bootlegs, B-sides, fitas e reajustes de seu catálogo. É algo como uma pilha de sucata.
O número três (Mystery Tracks – Archives Vol. 3) é uma compilação de faixas bônus em seus cds editados no Japão, juntamente com faixas promocionais, músicas em destaque em outros álbuns e faixas inéditas/demo. Já o quarto (Various Artists – Archives Vol. 4) é uma coleção de canções que Vai contribuiu para outros projetos e registros incluindo a “Public Image Ltd.”, faixas de homenagem a Hendrix em “From The Storm” com a “Orquestra Sinfônica de Londres” e uma colaboração com Chick Corea de canções de “West Side Story”, entre outros.

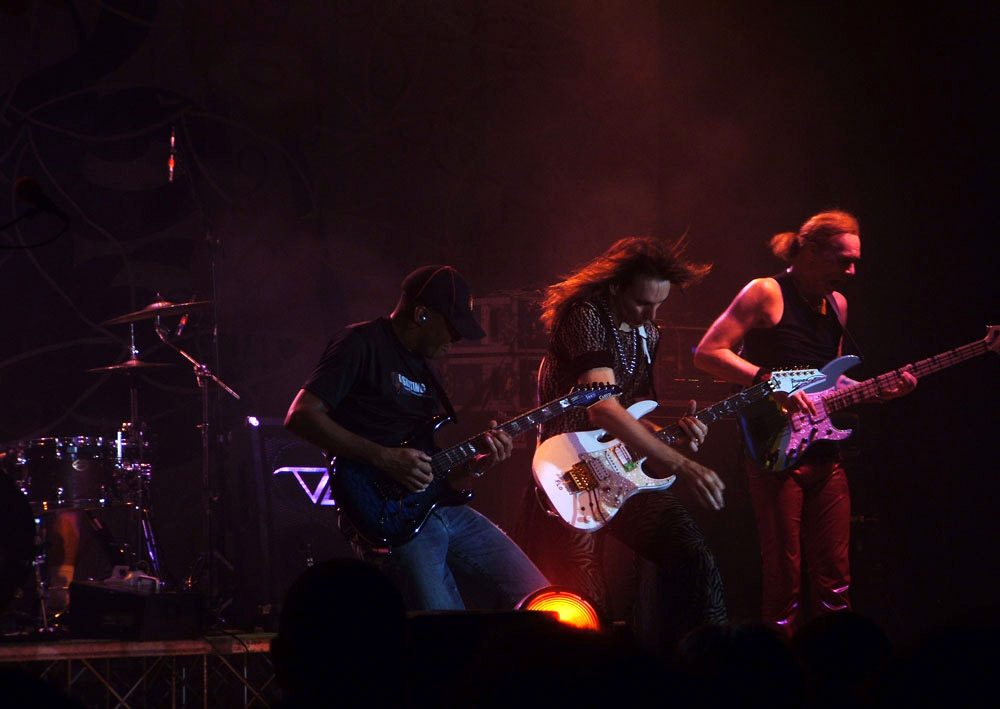
Tony MacAlpine, Steve Vai e Billy Sheehan tocando em Milão, 2005.

Ainda em 2003, o baterista Virgil Donati foi substituído por Jeremy Colson.
Em 2004, Vai estreou a trilha sonora do game Halo 2, um jogo-eletrónico para o console Xbox. Entre as músicas, destacam-se uma versão pesada de guitarra de Halo 2 Theme, chamada Halo 2 Theme (Mjolnir Mix), e Never Surrender.
Em 2004, Vai lança o DVD "Live at the Astoria, London", com sua performance no teatro Astoria, em Londres, onde participaram Billy Sheehan, Tony MacAlpine, Dave Weiner e Virgil Donati.

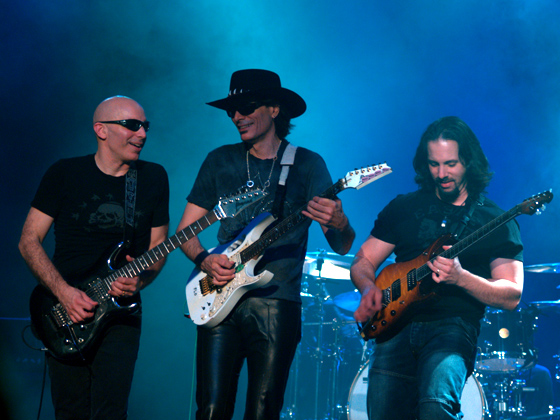
Joe Satriani, Steve Vai & John Petrucci, no The Palias, Melbourne, em dezembro de 2006, na turnê G3: Live in Tokyo.

Também em 2004, o segundo álbum com o G3. G3: Rockin' in the Free World teve o trio formado por Joe Satriani, Vai e Yngwie Malmsteen. O DVD desta turnê foi lançado com o nome G3: Live In Denver.
Em fevereiro de 2005, Steve estreou uma peça de guitarra e violão que ele escreveu chamada The Blossom Suite com a amiga Sharon Isbin, violonista erudita, no teatro Chatelet em Paris.
Ainda em 2005, mais um álbum com o G3. G3: Live in Tokyo é composto por Joe Satriani, Vai e John Petrucci.

#### TrilogiaReal Illusions
Ainda em 2005, lançou o álbum Real Illusions: Reflections, a primeira parte de uma trilogia cósmica e conceitual de álbuns, definida pelo próprio guitarrista como uma "fábula roqueira" e chamada de Real Illusions, que relata sobre uma cidade que recebeu um indivíduo chamado Pamposh, enviado por Deus para difundir sua religião e criar a igreja "Under it All". Essa história parece seguir um fluxo de consciência, mas há traços de linearidade também. O Desenrolar da trama ocorre em múltiplas camadas narrativas, como uma novela.
| “ | “Eu estava querendo fazer um disco conceitual, mas talvez algo mais fora do comum do que os típicos discos conceito. Eu tinha esta história que era bem esotérica e profunda. Eu pensei: "Por que não conto esta história com uma série de uns três discos?" Durante este feito, eu decidi fazer com que as músicas indicassem personalidades, personagens e elementos da história. Eu não queria dar tudo de mão beijada, porém, então as músicas não estão na ordem certa para revelar a história. Para desvendar os elementos da história, você deve ler as notas de rodapé e escutar com cuidado as letras. Este tipo de coisa foi pensado para não ficar martelando as pessoas com histórias esotéricas quando eles só querem realmente ouvir a música. Após eu lançar os três discos, que são mais ou menos as parcelas desta história, eu pensei que talvez pudesse fazer uma embalagem com 4 discos. Eu poderia pegar os três já lançados e colocar as músicas na ordem correta. Eu talvez colocasse as letras em algumas das músicas instrumentais e lançar com um outro disco narrado, ou músicas adicionais. Desta forma você poderia ouvir a história do começo ao fim de uma forma bem linear, e seria algo completamente diferente dos discos instrumentais que eu normalmente faço.” | ” |

No mesmo ano, ele e a chamada The Breed (nome pelo qual sua banda era chamada na época) embarcaram numa turnê mundial para divulgação do álbum.
O segundo álbum dessa trilogia seria lançado somente em 2012, com The Story of Light: Real Illusions: ...of a.... Para a Revista Guitar Player Brasil #207 de Julho de 2013 "como não poderia deixar de ser, o disco traz o inesgotável repertório de ideias criativas que transformou o músico em um dos maiores ícones da guitarra."
Em 7 de abril 2015, lançou o álbum duplo ao vivo Stillness in Motion: Vai Live in L.A., que foi extraído da turnê Story of Light world tour. Segundo o próprio: "o DVD Stillness in Motion contém um show da turnê The Story of Light e um documentário bastante intimista sobre o dia a dia da turnê." Ele ainda informou que "nos extras, tem uma parte em que estou descansando na praia em Copacabana, vendo as pessoas. Fui eu mesmo quem filmou o meu pé na areia." Neste show, ele apresentou uma novidade: O guitarrista chama da platéia dois, três e as vezes até quatro pessoas para que lhe ajudem a compor uma nova música. De acordo com a ideia de cada um, Vai e sua banda criam um novo som, ao vivo, a partir das melodias sugeridas pelo público. No setlist do show, ele chama esta parte de "Build me a Song".
Em julho de 2020, o guitarrista falou pela primeira vez sobre o terceiro álbum da trilogia: “Acho que esse será acústico. Mas não posso falar muito ainda, será surpresa”, garantiu.

#### Sound Theories
No ano de 2007, Steve lançou o álbum duplo ao vivo Sound Theories acompanhado da famosa Holland Metropole Orkest, gravado ao vivo em 2005. Juntamente com o CD, foi lançado um DVD denominado Visual Sound Theories.
No mesmo ano, Steve realizou uma turnê mundial de divulgação do álbum, com sua nova banda denominada String Theories, que conta com a presença da violinista e tecladista Ann Marie Calhoun, o violinista Alex DePue, o baixista Bryan Beller, e os antigos membros Dave Weiner (guitarra) e Jeremy Colson (bateria).
A faixa de número 10, do Sound Theories, “The Attitude Song”, foi indicada para o “Grammy” de “Melhor Performance de Rock Instrumental de 2008”

#### Where the Wild Things Are

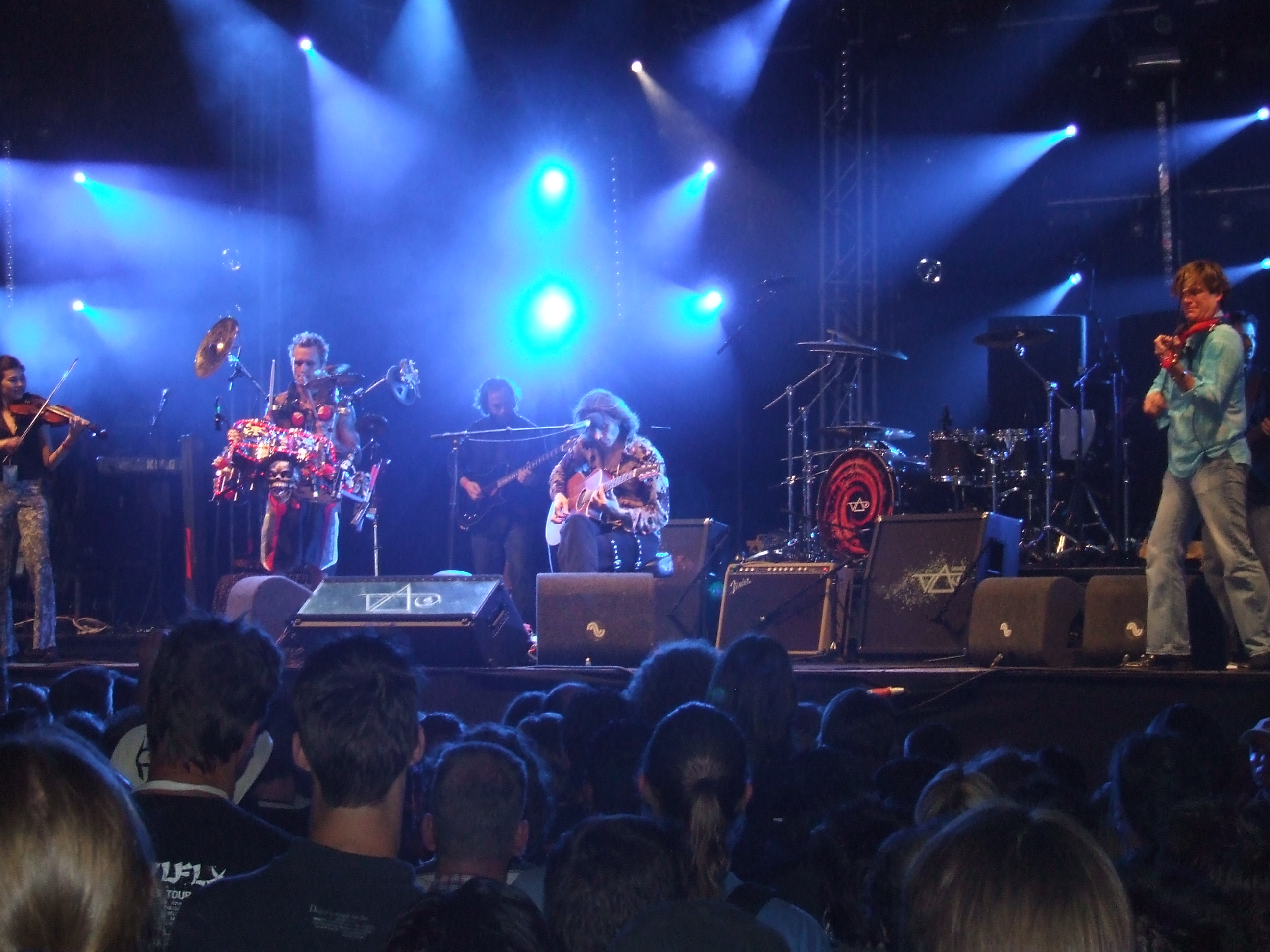
Steve Vai e banda na turnê Where the Wild Things Are.

Em 2009, lança o espetacular álbum ao vivo Where the Wild Things Are, em CD, DVD e Blu-Ray. O álbum foi gravado e filmado no “State Theatre”, em Minneapolis, EUA, durante a turnê de “Sound Theories”.
As faixas que estão presentes no Blu-Ray e no DVD, mas que não aparecerem no cd, foram lançadas em 2010 no cd Where the Other Wild Things Are.
Nesses discos, Vai foi acompanhado por Alex DePue (violino), Ann Marie Calhoun (violino), Bryan Beller (baixo), Jeremy Colson (bateria), Dave Weiner (guitarra base e sitar) e Zack Stiefler (lap steel).

#### 2006 a 2009
Em Setembro de 2006, Steve fez uma participação especial no show "Video Games Live concert", realizado no Hollywood Bowl, em Hollywood. Ele tocou 2 canções com a "The Hollywood Bowl Orchestra": Halo Theme, tema do jogo Halo 2, e a música promocional do jogo Halo 3.
Em 2008, tocou a canção Peaches en Regalia, juntamente com a banda Zappa Plays Zappa, que toca músicas compostas por Frank Zappa. Com esta canção, Steve ganha seu terceiro prêmio Grammy (Melhor Performance de Rock Instrumental).
Em 2009, logo após a morte de Michael Jackson, Steve fez-lhe uma homenagem tocando uma versão da música Beat It, junto com o também guitarrista Andy Timmons.
Ainda em 2009, tocou juntamente com a cantora/guitarrista Orianthi, o tema "Highly Strung".
Concluindo 2009, em 18 Setembro, ele recebeu do “Musicians Institute” (“MI”) o título de doutor em música.

### Anos 2010
Em abril de 2010, Vai tocou, juntamente com Mary J. Blige, Orianthi, Randy Jackson, e Travis Barker uma versão de "Stairway to Heaven", para o programa American Idol.
Em 3 de março de 2011, Steve e a divisão de educação on-line da Berklee College of Music de Boston, estabeleceram  um novo recorde, chancelado pelo Guinness Book, como "a aula online de guitarra para o maior número de pessoas do mundo." A aula foi transmitida do Livestream Studios, em Nova York, e, de acordo com o site Iheartguitarblog.com, quase 7 mil alunos de partes diferentes do planeta participaram da aula.
| “ | "Espero que esse recorde encoraje músicos a continuarem a cultivar seu próprio estilo e alma na guitarra. Eu acho que essa marca realmente mostra o interesse que existe no ensino de guitarra ao redor do mundo. Foi um grande prazer trabalhar com uma instituição como a Berklee music, que partilha da minha vontade em ajudar a colocar músicos mais habilidosos no mundo." | ” |

No dia 26 de janeiro de 2014, Vai fez uma performance no BTV's Spring Festival Global Gala, da China, que foi transmitida ao vivo, e que teve uma audiência estimada de 2 bilhões de telespectadores. Com isso, Vai tornou-se o primeiro artista de rock a ser transmitido por uma TV chinesa.
No dia 9 de Maio de 2015, fez uma participação especial num show do Sepultura, que fez parte da turnê de comemoração aos 30 anos da banda, na primeira edição do Rock In Rio USA, em Las Vegas. Juntos, eles tocaram, nesta ordem: "Bad Horsie", "Kaiowas", e "Roots Bloody Roots".
No final de Maio de 2015 a início de Julho de 2015, Steve embarcou para o Canadá e America do Sul com o seu "Alien Guitar Secrets Masterclass tour", nas quais o músico apresenta suas técnicas, métodos e ainda fala sobre o mercado musical.
Em agosto de 2015, Steve anunciou um projeto de relançamento do álbum Passion & Warfare, em comemoração aos 25 anos do disco. "No momento, estou trabalhando com os produtos do aniversário de 25 anos do disco Passion & Warfare, que conterá um versão remasterizada do álbum e um DVD com bastidores e entrevistas da época da gravação do disco. Pretendo lançar isso no começo de 2016 e, depois, embarcar em uma turnê pelos Estados Unidos e Europa, onde tocaremos o disco na íntegra." disse ele.
Segundo ele, a edição comemorativa de 25 anos do Passion & Warfare, trará um disco extra (chamado de ‘Modern Primitive’), que Vai diz ser o “elo perdido entre o ‘Flex-Able’ e o ‘Passion & Warfare’”:
| “ | “São canções que gravei ou escrevi entre o ‘Flex-Able’ e o ‘Passion & Warfare’ pois, se você conhece o ‘Flex-Able’, sabe que é um disco estranho: gravei quando tinha 20 anos de idade; e se você ouvir o ‘Passion & Warfare’ parecerá outra pessoa. O que aconteceu neste meio tempo? Onde está o elo perdido? Este disco, que chamo ‘Modern Primitive’, estará no relançamento do ‘Passion & Warfare’ e é realmente fantástico, pois eu tenho muito material. Sete ou oito músicas já estão registradas e precisam apenas de alguns pequenos ajustes, e vou me reunir com a banda da época para gravar algumas das outras faixas que costumávamos tocar naquela época. É música nova que está se tornando uma de minhas preferidas”. | ” |

No dia 4 de abril de 2016, a banda de synth rock M83 lançou a música Go!, que conta com a participação do Steve. Anthony Gonzalez, líder da banda, solicitou que ele fizesse "o solo mais louco possível". Steve, então, enviou três takes, e o solo final (que se inicia aos 2m40s, e vai até o final da canção, que tem 3m55s) resultou na junção de dois deles.
Ainda em abril de 2016, Vai participou da turnê Generation Axe, ao lado de Tosin Abasi, Nuno Bettencourt, Yngwie Malmsteen e Zakk Wylde. A partir de junho, Vai embarcou na Passion and Warfare 25th Anniversary World Tour, onde tocou o álbum em sua totalidade pela primeira vez.
Em 2019, ele participou da faixa "Do You Feel Love" do álbum Djesse Vol. 2, de Jacob Collier.

### Anos 2020
Em 29 de dezembro de 2020, Steve fez uma cirurgia corretiva no ombro direito. No seu entender, o ato de ficar sentado enquanto tocava violão o fez curvar o ombro. E fazendo isso durante 50 anos pode ter comprometido os seus tendões. A cirurgia foi feita pelo médico Dr. Thomas Knapp, de Santa Monica. Após a cirurgia, foi-se recomendado ao Vai usar uma tipoia criada pelo próprio Dr. Knapp chamada "The Knappsack".
Meses antes da cirurgia no ombro, Steve desenvolveu uma Síndrome do túnel cárpico no polegar esquerdo. Ele foi diagnosticado com “dedo de gatilho”, depois de ficar muito tempo realizando um acorde considerado por ele mesmo muito difícil. Por conta disso, em janeiro de 2021, Steve foi submetido a uma cirurgia que foi realizada pelo Dr. David Kulber, de Beverly Hills.
Em março de 2021, ainda tendo que usar esta tipoia e não podendo mexer sua mão direita, Vai compôs uma música que ele toca com apenas a mão esquerda, intitulada "Knappsack", lançada em seu canal no youtube.
Também em 2021, Steve Vai foi creditado em uma faixa chamada "Lost Children of the Universe" do Star One Project of Ayreon. Também na faixa estão Roy Khan, Tony Martin, Marcela Bovio e Irene Jansen.
Em 2022, Vai participou da faixa "Ego Death" do Polyphia.
Ainda em 2022, em 10 de novembro, Vai anunciou seu próximo álbum, 'Vai/Gash', ao lado de seu primeiro single "In The Wind". O álbum, originalmente gravado em 1991 ao lado do falecido cantor Johnny “Gash” Sombrotto (um entusiasta de motos), foi lançado em 27 de janeiro de 2023. À época em que foi gravado, Steve havia mergulhado na "cultura da motocicleta", o que influenciou seu desejo de fazer um álbum com uma sonoridade mais hard rock.

### Outros Projetos

#### "EVO Experience"
A partir de sua turnê pela Europa em 2006, Steve iniciou o que chamou de "EVO Experience": poucos fãs visitam os bastidores com o próprio Steve, que deixa que eles peguem e toquem em sua famosa guitarra "EVO".

#### Alien Guitar Secrets masterclasses
Desde 2006, Vai excursiona o mundo ministrando "masterclasses", onde ele apresenta suas técnicas, métodos e ainda fala sobre o mercado musical.
Na chamada "Alien Guitar Secrets masterclasses", Vai mostra aos alunos sua técnica impecável, os equipamentos que usa no palco e divide com os participantes sua experiência de mais de 20 anos de música. Durante a aula o guitarrista toca algumas de suas músicas e convida participantes a subir no palco e tocar com ele.

##### Vai Academy
A chamada "Vai Academy" é uma extensão do Alien Guitar Secrets masterclasses. Trata-se de uma academia aberta a músicos de todos os instrumentos e níveis de habilidade, com duração de 4 dias de música sem parar e workshops.
Este evento começou em 2014, e desde então acontece pelo menos uma vez ao ano. Músicos da estirpe de Guthrie Govan, Jeff Baxter, Vernon Reid, Eric Johnson, são alguns dos nomes convidados para ministrar workshops e aulas.

#### Naked Tracks
"Naked Tracks" é uma série lançada pelo guitarrista, em que todos os seus álbuns são remixados, e o som da guitarra principal (lead guitar) é retirado.
Com este "projeto", ele quis dar aos fãs e guitarristas em geral uma extraordinária ferramenta para prática de qualquer guitarrista.
| “ | "Durante toda a minha carreira, durante a mixagem dos álbuns eu sempre fazia um mix de canções específicas sem a lead guitar. Isso me permitia tocar junto com a base ou fazer loops para usar em jams e, além disso, porque imaginei que outros, algum dia, gostariam de fazer o mesmo." | ” |

#### Trabalho com Orquestras
| “ | "Se ele quisesse, poderia ser um músico erudito. Há construções que não se vê nem em peças clássicas." | ” |

Além do já citado trabalho Sound Theories, lançado em CD e DVD, Vai fez vários outros trabalhos com orquestras.
Em julho de 2002, Steve tocou com a Orquestra Sinfônica Metropolitana de Tóquio no Suntory Hall, na cidade de Tóquio, na estreia mundial da peça Fire Strings, escrita por Ichiro Nodaira, um concerto para guitarra e orquestra de 100 integrantes.
| “ | "Esta peça musical é quase impossível de ser tocada, e é por isso que resolvi tocá-la. Eu acho que alguns guitarristas até poderiam tocá-la, mas eu não apostaria nisto, por conta do tempo e da dedicação que são necessários para tocá-la. Foi sem dúvida uma honra fazer parte deste projeto." | ” |

Em 2004, uma série de composições e arranjos orquestrais compostos pelo Vai, incluindo algumas composições não gravadas anteriormente, foram performadas pela The Netherlands Metropole Orchestra em uma série de concertos intitulada "The Aching Hunger".
A canção "Lotus Feet", lançada no álbum Real Illusions: Reflections, foi gravada com acompanhamento da The Netherlands Metropole Orchestra. Esta música foi indicada, em 2005, ao prêmio Grammy na Categoria "Melhor Performance de Rock Instrumental".
Em 21 de setembro de 2006, Vai fez uma apresentação especial no concerto Video Games Live no Hollywood Bowl, em Hollywood. Ele tocou duas músicas com a Orquestra, ambas temas dos jogos da série Halo.
Em outubro de 2010, Steve terminou sua primeira sinfonia completa e performou suas composições, juntamente com a "The North Netherlands Symphony Orkest (NNO)" no Steve Vai Festival, em outubro 20-24, 2010.
Em 2011, começou a compor uma intrincada composição para orquestra chamada "The Middle Of Everywhere"
Em 2013, saiu em turnê com a Evolution Tempo Orchestra. Neste mesmo ano, a "North Nederlands Orkest (NNO)" tocou pela primeira vez, no "Stravinsky Festival", a composição "The Still Small Voice", que é a segunda parte da peça "The Middle Of Everywhere".

##### Rock in Rio 2015 - Steve Vai +Camerata Florianópolis
| “ | "Quando se fala em orquestra, pensam que é algo clássico ou sinfônico, mas não é o jeito que fazemos. Os meus arranjos para um evento como esse serão poderosos. Será um testamento para a diversidade cultural de uma cidade como o Rio." | ” |

No dia 25 de Setembro 2015, juntamente com a orquestra Camerata Florianópolis (regida pelo maetro Jeferson Della Rocca), a qual, desde 2008 desenvolve o projeto "Rock’n Camerata" (uma releitura acústica dos clássicos do rock) Steve tocou no Rock in Rio, no palco Sunset
A princípio, a ideia dos organizadores do Rock in Rio era colocar a Camerata de São Paulo para acompanhar o guitarrista. No entanto, o grupo paulista foi vetado por contar com instrumentos de sopro. O próprio Steve pesquisou na internet e descobriu na Camerata de Floripa exatamente o que procurava. Steve então telefonou para o diretor da orquestra catarinense e fez pessoalmente o convite para a apresentação no Rock in Rio.
Ainda no mês de Abril de 2015, ele veio a Florianópolis ensaiar para esta apresentação. Ele fez dois ensaios na sede mantida pela Camerata num pavilhão situado na rua Joe Collaço, no bairro Santa Mônica.
Depois desses ensaios, Steve fez uma única apresentação em Florianópolis, no dia 23 de junho, no Teatro do CIC.
A Camerata Florianópolis foi com sua formação sinfônica completa para o show: 60 músicos que tocam instrumentos de corda, sopro, metais e percussão. Além dos músicos da orquestra, a Camerata foi encorpada pela banda Brasil Papaya — os irmãos Eduardo e Renato Pimentel (ambos na guitarra) e o baixista Baba Jr. — e pelo percussionista Rodrigo Gudin Paiva.
Segundo o compositor da orquestra, o argentino Alberto Heller, "a maior parte do show no Rock in Rio será do trabalho autoral do Steve Vai.". E foi mesmo o que se viu. Afinal, o show foi composto por 10 canções do virtuose americano acompanhados pelo próprio — que também fez os arranjos sinfônicos das versões.
| “ | "A gente sabia que Steve Vai é conhecido pela técnica apurada, mas as composições que ele nos mandou são impressionantes, com passagens supercomplexas. | ” |

O setlist do show foi composto pelas seguintes músicas, nesta ordem: Kill the Guy with the Ball, Racing the World, The Murder, Velorum, Whispering a Prayer, The Crying Machine, Lotus Feet, Taurus Bulba, Liberty, For the Love of God.
O show recebeu ótimas críticas da mídia. Para Sidney Rezende, "os aficionados por rock foram contemplados por um espetáculo e tanto. Isso porque o guitarrista Steve Vai fez um show incrível com a Camerata de Florianópolis. A indiscutível técnica do guitarrista fez o público delirar." Já Anna Virginia Balloussier, do jornal A Folha de S.Paulo, comentou que "o problema é que Steve Vai faz tudo parecer fácil demais. Por isso, só restou à plateia do Rock in Rio reverenciar o show instrumental de Steve e sua "nova banda", como ele apresentou a Camerata Florianópolis, um acompanhamento de luxo em sua apresentação." As críticas negativas ficaram por conta dos problemas no som, já que muitos instrumentos não foram ouvidos (os problemas de som já haviam acontecido em outros shows, em dias anteriores) e que um show instrumental desse porte não caiu bem num festival como o Rock in Rio (funcionaria melhor na Sala São Paulo ou no Teatro Manaus). Não a toa, Vai foi escolhido pelos internautas para a "Banda dos sonhos do Rock in Rio 2015".
Ao final do show, Vai agradeceu ao festival por ter tido "a coragem de contratar uma orquestra para tocar com ele". Ele disse também que "a performance no Rock in Rio 2015 com a Camerata Florianópolis foi um dos pontos altos de minha carreira. Sentir a intensidade da orquestra que me cercava sob a luz das estrelas, as notas que fluíam de meus dedos e vinham de minha mente, e a energia de 90 mil pessoas presentes, tudo isto superou minha expectativas. Foi como subir ao topo do Monte Everest e compartilhar meus segredos com a vastidão do horizonte".

#### Supergrupo "Generation Axe"
Em fevereiro de 2016, Vai anunciou a formação do supergrupo Generation Axe. Liderado por ele, a turnê "Generation Axe - A Night Of Guitars" (que teve 26 datas agendadas entre os meses de abril e maio, na América do Norte) reuniu no mesmo palco guitarristas do naipe de Zakk Wylde, Yngwie Malmsteen, Nuno Bettencourt e Tosin Abasi, além do próprio Vai, e que contou como banda de apoio com Pete Griffin no baixo e Nick Marinovich no teclados. No show, os guitarristas se revezam no palco, executando clássicos de seus catálogos, além de jams especiais, ao melhor estilo G3.
Em 2018, este supergrupo lançou seu primeiro álbum, intitulado The Guitars That Destroyed The World: Live in China.

#### Filantropia
Um dos primeiros esforços filantrópicos de Steve Vai foi a “Make a Noise Foundation”, uma organização sem fins lucrativos que ele fundou juntamente com Richard Pike, em 1988. A organização fornece instrumentos musicais e ensino musical para jovens músicos que não podem pagar por eles.
Para financiar o projeto, Vai regularmente realiza leilões.
| “ | "Me propus a cultivar uma consciência musical rica entre os jovens por causa da experiência que tive no Berklee College of Music. O melhor ensino da música que eu tenho foi a biblioteca de escuta da escola onde eles tinham todo o tipo de música disponível. Ser exposto a diferentes tipos de música foi uma grande contribuição para meu despertar musical. Eu comecei a fazer a Noise, em parte, para ajudar os outros a terem a mesma experiência que tive". | ” |

Seu esforço de caridade mais improvável começou quando Vai transformou seu hobby de apicultura em uma maneira de levantar dinheiro para a “Make a Noise”. Vai conta que "tinha uma apicultura por acaso. Por alguma razão, um monte de abelhas decidiu viver na parede da casa do meu vizinho. Meu vizinho não estava feliz, mas como resultado o jardim da minha esposa ficou fantástico. Quando minha família mudou-se, eu decidi plantar árvores frutíferas e descobri que as abelhas eram a melhor maneira de polinizá-las; assim que eu comecei meu primeiro enxame. Minha família coleta mel anualmente e podemos doar alguns no Natal e o restante para instituições de caridade".
Seu trabalho com a “National Academy of Recording Arts and Sciences” (“NARAS”) – lhe dá oportunidade de expandir seu trabalho de caridade e ajudar mais pessoas. Ele serviu no “Conselho de governadores” da “NARAS” por quase três anos e foi promovido ao “Conselho de curadores”.

## Produção Musical
Steve é reconhecido também como um grande produtor musical de estúdio.
Ele tem dois estúdios, The Mothership (A Nave Mãe) e The Harmony Hut (A Cabana da Harmonia), e suas gravações combinam sua proeza característica na guitarra com composições temáticas e um uso considerável de efeitos de estúdio e gravação, como o Eventide H3000, o programa Pro Tools e sua cadeia de efeitos.

### “Sy Vy Studios”
Desde o primeiro dia que ele descobriu o processo de gravação, ele ficou fascinado com a ideia de possuir um estúdio. O primeiro esteve situado em um apartamento no número 1435 North Fairfax Street, em Hollywood, assim nascendo o “SY VY Studios”.

### Stucco Blue Studios
Stucco Blue Studios é o nome do segundo estúdio musical de Vai. Ele montou o estúdio economizando todo o dinheiro que ganhou trabalhando para Frank Zappa (14.000 dólares). A casa situava-se perfeitamente em um beco sem saída, em um lote de esquina, tranquilo.
Steve comprou um livro chamado "The Audio Cyclopedia", uma Bíblia para qualquer coisa que tenha a ver com áudio e estúdios.
Vai comprou equipamentos melhores e a “Carvin” doou um console e um amplificador de guitarra X-100B e Frank Zappa, emprestou toneladas de artes para fazer das gravações uma realidade.
Músicas gravadas e lançadas usando este equipamento inclui o primeiro disco solo "Flex-Able", "Flex-Able Leftovers" e bits e pedaços de coisas que foram lançadas em vários registros posteriores.

### The Mothership
Depois que a turne com David Lee Roth terminou, Steve Vai e sua esposa Pia mudaram-se para uma nova casa em Hollywood Hills. A estrutura moderna, com um segundo andar, era perfeita para a construção de um estúdio completo de gravação.
Maquinário ainda mais moderno foi adquirido e gravado algumas faixas de “Passion and Warfare”, todas faixas de “Alien Love Secrets”, todas as guitarras do álbum “Slip Of The Tongue” (do “Whitesnake”), grande parte de “Sex and Religion”, todas de “Fire Garden”, “PCU” e outras.

### The Harmony Hut
The Harmony Hut é um estúdio localizado atrás da casa de Vai, em Encino. Embora ele ainda mantenha o “The Mothership” em Hollywood Hills, ele e sua família mudaram-se para Encino no início de 1997.
O “The Harmony Hut” é um pequeno estúdio, perfeito para a escrita e gravação e é onde Steve Vai passa a maior parte de seu tempo.

### Favored Nations Entertainment
Em 1999, criou o selo Favored Nations Entertainment, que, em 2002, ganhou a divisão Favored Nations Acoustic e em 2004, Favored Nations Cool.

### Álbuns Produzidos por Steve Vai
Em 1986, Steve produziu um álbum intitulado Steve Vai Presents - Western Vacation, com uma banda chamada "Western Vacation", formada por ex-alunos de Frank Zappa, como Tommy Mars e Bob Harris.
Em 1991, Vai idealizou uma banda de glam metal formada somente por adolescentes, chamada Bad4Good. No ano seguinte, esta banda lançou seu único álbum - Refugee - que foi produzido pelo Vai.
Em 2001, Steve foi o responsável pela produção musical do álbum No Substitutions: Live in Osaka, de Larry Carlton e Steve Lukather, que, em 2002, ganhou o Grammy na categoria Melhor Álbum de Pop Instrumental.

#### Álbuns da série "Merry Axemas"
Em 1997, Vai idealizou e produziu o primeiro volume de um álbum com composições natalinas performadas por guitarristas virtuosos chamado Merry Axemas: A Guitar Christmas. A faixa 7 deste álbum (Christmas Time Is Here) foi performada pelo próprio Steve Vai.
No ano seguinte, o volume 2 (Merry Axemas, Vol. 2: More Guitars for Christmas) foi lançado.

#### Álbuns musicais da série dereduções para pianodas músicas compostas peloSteve Vai
Em 2004, Steve produziu o primeiro álbum musical com músicas compostas por ele próprio, mas que foram reduzidas para piano. O primeiro volume contém 11 músicas do repertório do Vai que foram performadas no somente no piano pelo músico multi-instrumentista estadunidense Mike Keneally, e foi intitulado "Vai - Piano Reductions, Vol. 1: Performed by Mike Keneally".
Em 2019, o segundo volume foi lançado, contendo 12 músicas do repertório do Vai que foram performadas no somente no piano pela pianista japonesa Miho Arai, a qual o Vai conheceu em 2013, após ela performar uma de suas composições no dia de seu aniversário. O álbum foi intitulado "Vai - Piano Reductions, Vol. 2: Performed by Miho Arai".

### Participação em Filmes
A música de Steve Vai apareceu em vários filmes, como Dudes, Bill & Ted's Bogus Journey e Ghosts of Mars. Ele apareceu na tela em 1986 com Ralph Macchio no filme Crossroads, interpretando Jack Butler, um guitarrista demoníaco. No clímax do filme, Steve encara um duelo com Ralph Macchio, este com a guitarra dublada por Ry Cooder.
A música neo-clássica intitulada Eugene's Trick Bag, com a qual Macchio derrota Steve e vence o duelo, também foi composta por Steve. A peça é bastante inspirada no"Caprice No. 5" de Paganini, e tornou-se uma das favoritas entre os estudantes de guitarra. Ainda neste filme, a canção "Head Cuttin' Duel" contém um barulho de trem feito na guitarra. Este mesmo som seria usado na canção "Bad Horsie", lançada em 1995 no EP Alien Love Secrets.
Ao ouvir este som de trem o diretor do filme, Walter Hill, ficou maluco, e disse: "Wow!?! Já temos um vencedor. Depois disso, o duelo chega ao fim antes mesmo de terminar."
Ambas as canções ("Eugene's Trick Bag" e "Head Cuttin' Duel") seriam lançadas em 2002 no álbum The Elusive Light and Sound, Vol. 1.
Steve também compôs e executou a trilha sonora de PCU, em 1994. Ele também contribuiu na partitura de Ghosts of Mars, de John Carpenter, e tocou nas faixas Ghosts of Mars e Ghost Poppin'.

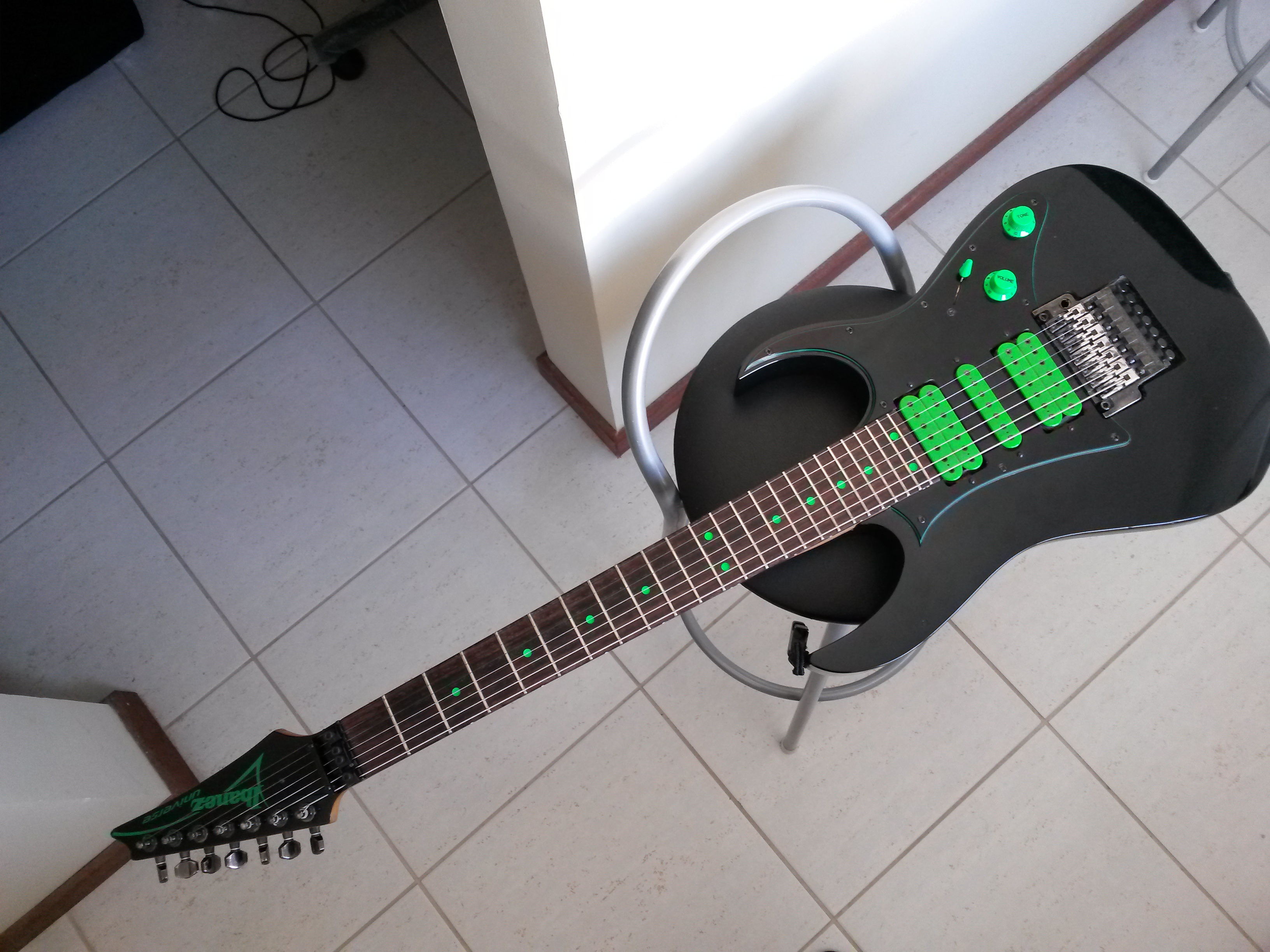
Ibanez Universe, 7 cordas

## Estilo Musical
| “ | "Eu sou conduzido por um vício para criar sons exclusivos – não melhor do que o que outras pessoas fazem, apenas diferente. Para mim, o verdadeiro molho é quando eu ouço um som estranho ou bonito, mesmo que seja na minha cabeça, e em seguida, o torno real usando os dispositivos que tenho como músico. As coisas que nunca tenham sido feitas antes são as que mais me interessam." | ” |

Enquanto as contribuições de Steve a outros artistas tem sido restrita ao estilo rock ou hard rock, suas composições próprias são consideravelmente mais esotéricas.
O estilo de tocar de Steve Vai é bastante peculiar e teatral, carregado de gestos, e caracterizado por sua facilidade técnica com a guitarra e seu conhecimento de teoria musical.
Steve também tem sido creditado como o responsável pelo ressurgimento da guitarra com 7 cordas. As primeiras antigas foram tocadas pelo guitarrista de jazz George Van Eps, nas décadas de 1930 e 1940, mas o conceito foi reintroduzido no rock por Steve.
A revista alemã Fuzz, especializada em guitarra, fez o seguinte comentário a respeito dele:
| “ | "Vai tem sua própria pegada e originalidade, totalmente habilidosa e veloz, comandando seu instrumento. Ele tem um dos estilos mais completos e versáteis da guitarra de todos os tempos. O conhecimento musical de Vai é vasto, com técnica e habilidade de ler e escrever a notação da guitarra legendária. Foi um dos primeiros guitarristas a usar uma guitarra de 7 cordas. Ele é perfeitamente capaz de tocar qualquer coisa em todo o estilo, mas sua fraqueza está ao sair de seu estilo, onde ele não brilha tanto e soa como um guitarrista inferior. Outro ponto fraco é a acessibilidade de suas músicas. A música instrumental de Vai é interessante e agradável em determinados níveis, mas falta alguma coisa, como por exemplo à presença de um vocalista. Muitos álbuns instrumentais não rendem, pois a música precisa ter letras e uma voz para chegar a índices altos na mídia. Suas composições instrumentais são ecléticas e enjoam freqüentemente. Alguns odeiam, outros amam. Sem dúvida nenhuma, Steve Vai é um guitarrista instrumental fenomenal e ficou provavelmente mais famoso em fazer a guitarra falar." | ” |

Um ponto interessante a ser notado é o compromisso de Steve com o ato de estudar e praticar. Ele declarou em vários textos e a várias revistas especializadas de guitarra que pratica cerca de oito horas por dia ou mais – hábito adquirido nos seus primeiros anos de faculdade.
Ele geralmente usa o lídio, que é seu modo musical favorito, mas também é conhecido por usar o modo "Bartok" da escala menor melódica.
O estilo de tocar de Vai utiliza técnicas de guitarra especializadas (tais como "tapping com as duas mãos", "Palhetada alternada", "legato", "hybrid picking", "Sweep-picking", "whammy bar acrobatics", e "circular vibrato") em sua música, bem como uma ampla gama de técnicas de gravação.

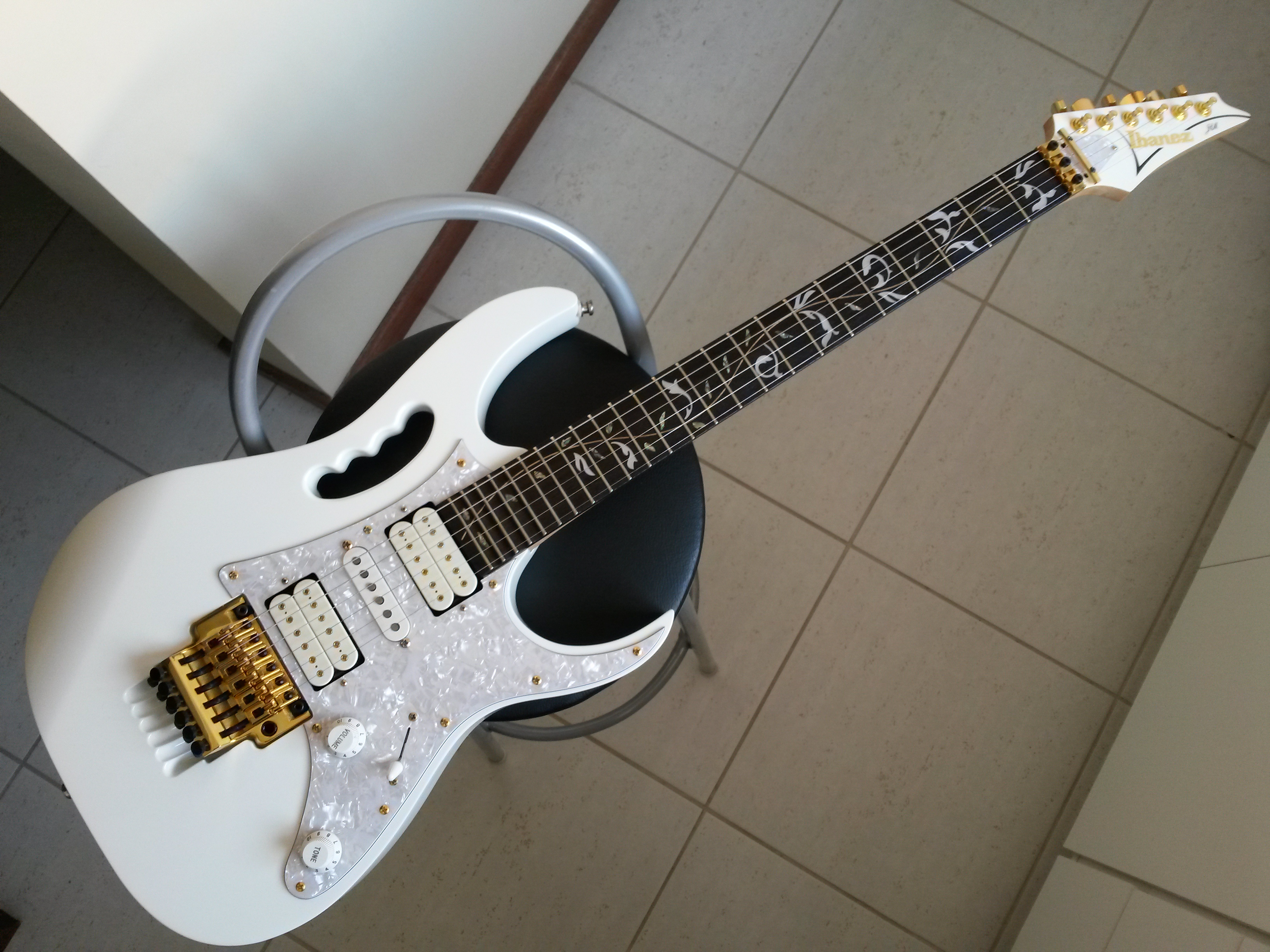
Ibanez JEM 7VWH

### Joint shifting
Joint shifting é o nome de uma técnica criada pelo Vai para tocar o instrumento. A técnica foi mencionada à primeira vez numa postagem do músico em seu site pessoal em abril de 2019. À época, ele afirmava que estava trabalhando para aprimorá-la.
Em conversa com o site Music Radar, Vai revelou tratar-se de um jeito de tocar que requer uso apurado do fundamento dos bends, e deu detalhes da técnica:
Steve Vai apresentou a técnica pela primeira vez no dia 6 de junho de 2020 ao lançar a música "Candle Power" na sua página no youtube.
Por conta dessa nova técnica, a revista Guitar World Magazine considerou Steve Vai um dos destaques do ano de 2020, por “forçar os limites do instrumento” e por “buscar marcas pessoais ao tentar algo novo e ousado”.

## Equipamento

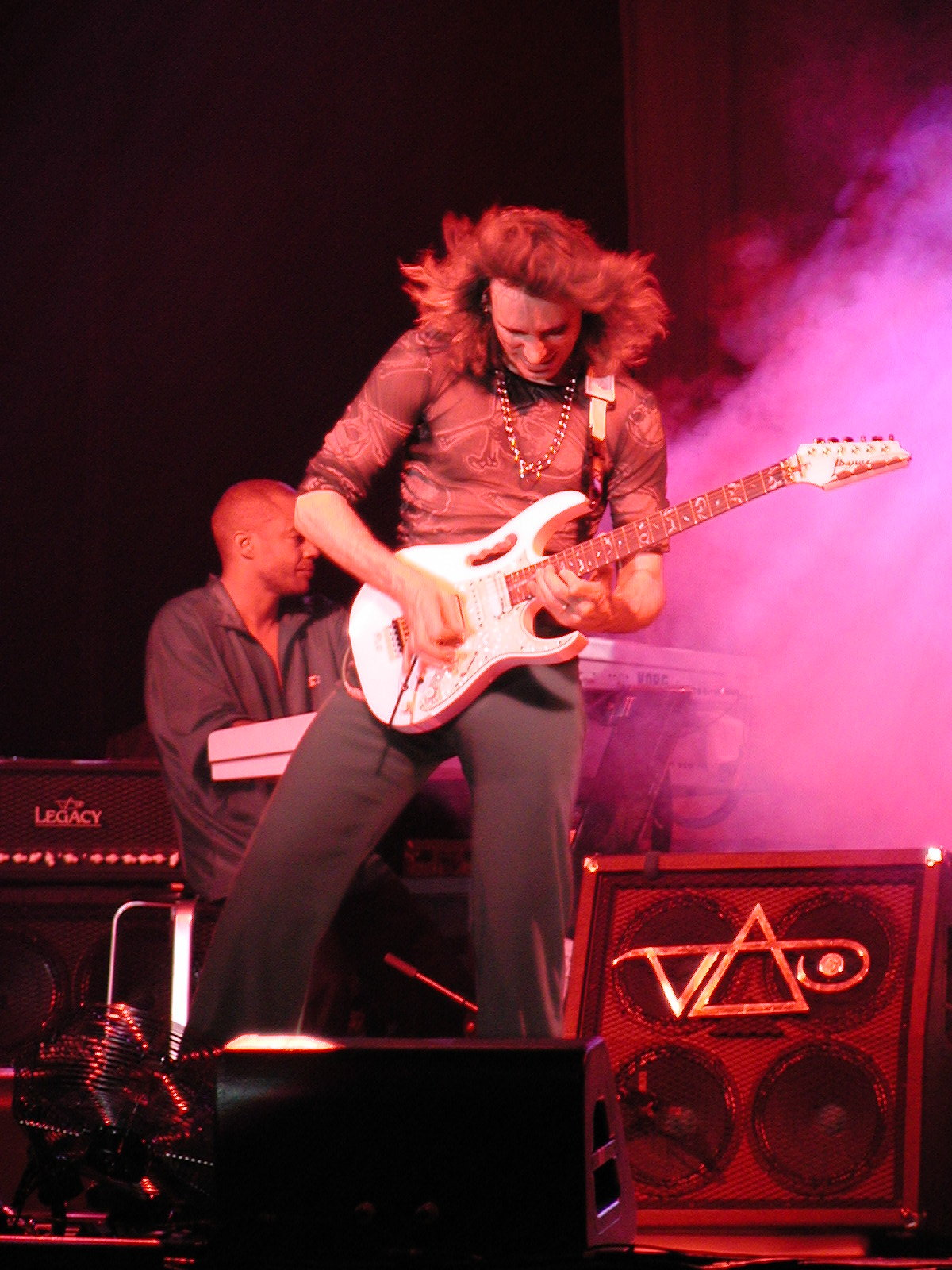
Steve-Vai.

Steve Vai é reconhecido também como um grande produtor musical de estúdio. Ele tem dois estúdios, The Mothership (A Nave Mãe) e The Harmony Hut (A Cabana da Harmonia), e suas gravações combinam sua proeza característica na guitarra com composições temáticas e um uso considerável de efeitos de estúdio e gravação, como o Eventide H3000, o programa Pro Tools e sua cadeia de efeitos.
Steve também ajudou a desenvolver sua série de guitarras, conhecida como JEM, com a fábrica japonesa Ibanez. Essas guitarras possuem uma alça de mão (geralmente chamada de monkey grip, ou "pegada do macaco") talhada no corpo da guitarra, fazendo um buraco no mesmo. Esta alça acabou sendo considerada como uma marca característica das suas guitarras, e o Vai a usa para segurar a guitarra quando está tocando tapping. A guitarra possui uma configuração H-S-H (humbucker-single-humbucker), um sistema de trêmolo de travamento duplo licenciado da Floyd Rose e um extenso e elaborado desenho na escala chamado Tree of Life.
Steve também está por trás da versão de 7 cordas da JEM, chamada Universe. Esta guitarra influenciou os guitarristas da banda Korn e os demais do estilo conhecido como new metal, surgido no final da década de 1990. Steve também tem um modelo de violão, o Euphoria.
Steve também trabalhou com a Carvin para desenvolver a linha de amplificadores de guitarra Legacy. Steve queria criar um amplificador superior a todos os que ele já tinha usado, em termos de som e versatilidade.
Ao longo de sua carreira musical, Steve Vai usou e desenvolveu muitas guitarras. Ele já teve seu próprio sangue colocado na pintura psicodélica de uma de suas guitarras JEM, chamada JEM2KDNA (ou simplesmente DNA, em alusão ao DNA presente no sangue) – apenas 300 guitarras foram feitas utilizando esta pintura.
Atualmente, Steve prefere usar sua guitarra JEM7V branca, marcada com a inscrição rabiscada EVO (feita por ele mesmo), usada para distinção entre suas guitarras praticamente idênticas no palco, e sua guitarra FLO (uma JEM floral pintada de branco e equipada com um sustainer Fernandes).
Os pedais de efeito de Steve incluem um Boss DS-1 Distortion modificado por Robert Keeley, um Morley Bad Horsie, um Morley Little Alligator Volume, um Digitech Whammy WH-1, um MXR Phase 90 Eddie Van Halen, além do seu próprio pedal criado pela Ibanez, o Jemini, que inclui os efeitos Distorção e Overdrive, entre outros.
Em 2008, uma guitarra em formatod e coração, intitulada "Triple Neck Heart Guitar", que Steve Vai usou no clipe de Just Like Paradise, na época em que ele era integrante do supergrupo The David Lee Roth Band, foi eleita pelo site GigWise como a 3a guitarra mais legal de todos os tempos.

## Vindas ao Brasil
Ao longo de sua carreira, Steve Vai esteve várias vezes no Brasil.

### Shows no Brasil
| #  | Data                   | Turnê                                         | Local                                                                  | Ref.    |
| -- | ---------------------- | --------------------------------------------- | ---------------------------------------------------------------------- | ------- |
| 1  | 16 de novembro de 1995 | Sex & Religion Tour                           | Aeroanta, Curitiba                                                     | [ 101 ] |
| 2  | 10 de março de 1997    | Fire Garden Tour                              | Olympia, São Paulo                                                     | [ 102 ] |
| 3  | 11 de março de 1997    | Fire Garden Tour                              | Metropolitan, Rio de Janeiro                                           | [ 103 ] |
| 4  | 30 de novembro de 2000 | The Ultra Zone Tour                           | Bar Opinião, Porto Alegre                                              | [ 104 ] |
| 5  | 1 de dezembro de 2000  | The Ultra Zone Tour                           | Olympia, São Paulo                                                     | [ 105 ] |
| 6  | 2 de dezembro de 2000  | The Ultra Zone Tour                           | ATL Hall, Rio de Janeiro                                               |         |
| 7  | 3 de dezembro de 2000  | The Ultra Zone Tour                           | ATL Hall, Rio de Janeiro                                               | [ 106 ] |
| 8  | 5 de dezembro de 2004  | G3 2004 Tour                                  | Credicard Hall, São Paulo                                              | [ 107 ] |
| 9  | 5 de novembro de 2007  | Sound Theories Tour                           | Freegells Music, Belo Horizonte                                        | [ 108 ] |
| 10 | 7 de novembro de 2007  | Sound Theories Tour                           | Hellooch, Curitiba                                                     | [ 109 ] |
| 11 | 7 de dezembro de 2013  | The Story of Light Tour                       | Circo Voador, Rio de Janeiro                                           | [ 110 ] |
| 12 | 8 de dezembro de 2013  | The Story of Light Tour                       | Citibank Hall, São Paulo                                               | [ 111 ] |
| 13 | 9 de dezembro de 2013  | The Story of Light Tour                       | Chevrolet Hall, Belo Horizonte                                         | [ 112 ] |
| 14 | 9 de dezembro de 2013  | The Story of Light Tour                       | Sala Villa Lobos do Teatro Nacional Cláudio Santoro, Brasília          | [ 113 ] |
| 15 | 25 de setembro de 2015 | Show isolado. Não foi de uma turnê específica | Rock in Rio 2015 (Palco Sunset) com a orquestra Camerata Florianópolis | [ 64 ]  |
| 16 | 1 de junho de 2017     | Passion and Warfare 25th Anniversary Tour     | Clube do Congresso, Brasília-DF                                        | [ 114 ] |
| 17 | 2 de junho de 2017     | Passion and Warfare 25th Anniversary Tour     | Music Hall, Belo Horizonte-MG                                          | [ 114 ] |
| 18 | 3 de junho de 2017     | Passion and Warfare 25th Anniversary Tour     | Imperator, Rio de Janeiro-RJ                                           | [ 114 ] |
| 19 | 4 de junho de 2017     | Passion and Warfare 25th Anniversary Tour     | Tom Brasil, São Paulo-SP                                               | [ 114 ] |
| 20 | 6 de junho de 2017     | Passion and Warfare 25th Anniversary Tour     | Teatro Araújo Viana, Porto Alegre-RS                                   | [ 114 ] |
| 21 | 7 de junho de 2017     | Passion and Warfare 25th Anniversary Tour     | Ópera de Arame, Curitiba-PR                                            | [ 114 ] |
| 22 | 6 de junho de 2019     | Rio Montreux Jazz Festival                    | Pier Mauá, Rio de Janeiro                                              |         |

### Masterclasses
| #  | Data                | Turnê                                                        | Local                                                           | Ref.    |
| -- | ------------------- | ------------------------------------------------------------ | --------------------------------------------------------------- | ------- |
| 1  | 20 de junho de 2015 | La Brazilian Clinic Tour – Alien Guitar Secrets Master Class | Boa Vista-RR - Teatro Boa Vista                                 | [ 115 ] |
| 2  | 21 de junho de 2015 | La Brazilian Clinic Tour – Alien Guitar Secrets Master Class | Jabaquara-SP - Escola de Música e Tecnologia                    | [ 39 ]  |
| 3  | 22 de junho de 2015 | La Brazilian Clinic Tour – Alien Guitar Secrets Master Class | Jabaquara-SP - Escola de Música e Tecnologia                    | [ 39 ]  |
| 4  | 23 de junho de 2015 | La Brazilian Clinic Tour – Alien Guitar Secrets Master Class | Florianópolis-SC - Teatro Ademir Rosa                           | [ 116 ] |
| 5  | 24 de junho de 2015 | La Brazilian Clinic Tour – Alien Guitar Secrets Master Class | Curitiba-PR - Teatro Positivo Pequeno Auditório                 |         |
| 6  | 26 de junho de 2015 | La Brazilian Clinic Tour – Alien Guitar Secrets Master Class | Brasília-DF - Auditório do Colégio La Salle                     |         |
| 7  | 27 de junho de 2015 | La Brazilian Clinic Tour – Alien Guitar Secrets Master Class | Rio de Janeiro-RJ - Auditório da Igreja Batista Nova Filadelfia |         |
| 8  | 28 de junho de 2015 | La Brazilian Clinic Tour – Alien Guitar Secrets Master Class | Vitória-ES - Teatro Universitário da UFES                       |         |
| 9  | 30 de junho de 2015 | La Brazilian Clinic Tour – Alien Guitar Secrets Master Class | Belo Horizonte-MG - Cine Theatro Brasil Vallourec               |         |
| 10 | 1 de julho de 2015  | La Brazilian Clinic Tour – Alien Guitar Secrets Master Class | Salvador-BA - Candyall Guetho Square                            |         |

## Bandas (excluindo participações como convidado)

### Bandas da Juventude
- Hot Chocolate (1967)
- The Ohio Express (1971–1972)
- Circus (por volta de 1973 a 1976)
- Ravge (por volta de 1973 a 1976)
- Bold As Love (1977)

### Bandas da Berklee
- Axis (1978–1979)
- Morning Thunder (1979)

### Bandas profissionais
- Frank Zappa (1980–1982)
- The Out Band (por volta de 1983)
- The Classified (1984)
- 777 (1984)
- Alcatrazz (1985)
- The David Lee Roth Band (1985–1989)
- Whitesnake (1989–1991)

### Bandas Solo
Banda de estúdio do álbum "Sex & Religion"
- Vocals: Devin Townsend
- Guitar: Steve Vai
- Bass: TM Stevens
- Drums: Terry Bozzio

Turnê "Sex & Religion"
- Vocals, Guitar: Devin Townsend
- Guitar, Vocals: Steve Vai
- Bass: Scott Thunes
- Keys: Will Riley
- Drums: Abe Laboriel, Jr., then Toss Panos

1995
- Guitar: Steve Vai
- Bass: Tony Pimental, then Scott Thunes
- Keys: Will Riley
- Drums: Chris Frazier

This band toured Russia twice, South America and the US (opening for Bon Jovi).
1996–99
- Guitar, Vocals: Steve Vai
- Guitar, Vocals and Keys: Mike Keneally
- Fretted & Fretless Bass, Vocals: Philip Bynoe
- Drums: Mike Mangini

2000
- Guitar, Vocals: Steve Vai
- Guitar, Vocals and Keys: Mike Keneally
- Guitar: Dave Weiner
- Fretted & Fretless Bass, Vocals: Philip Bynoe
- Drums: Mike Mangini
- Keyboards (South American Tour): Eric Goldberg
- Drums (South American Tour): Chris Frazier

2001–02 – "The Breed"
- Guitar, Vocals: Steve Vai
- Bass, Vocals: Billy Sheehan
- Guitar, Vocals and Keys: Mike Keneally, then Tony MacAlpine
- Acoustic & Electric Guitars, Sitar: Dave Weiner
- Drums: Virgil Donati

2003–05 – "The Breed"
- Guitar, Vocals: Steve Vai
- Bass, Vocals: Billy Sheehan
- Guitar, Vocals and Keys: Tony MacAlpine
- Acoustic & Electric Guitars, Sitar: Dave Weiner
- Acoustic & Electronic Drums & Percussion: Jeremy Colson

2007 – "String Theories" Band
- Guitar, Vocals: Steve Vai
- Fretted & Fretless Bass: Bryan Beller (Philip Bynoe on the South American leg)
- Violin and Keys: Ann Marie Calhoun
- Violin and Keys: Alex DePue
- Acoustic & Electric Guitars, Sitar: Dave Weiner
- Acoustic & Electronic Drums & Percussion: Jeremy Colson

2012 – Banda de estúdio do álbum "The Story of Light"
- Guitar, Vocals: Steve Vai
- Fretted & Fretless Bass, Vocals: Philip Bynoe
- Acoustic & Electric Harp: Deborah Henson-Conant
- Acoustic & Electric Guitars, Sitar: Dave Weiner
- Acoustic & Electronic Drums & Percussion: Jeremy Colson

2013 – Banda da turnê "The Story of Light" (Australia, New Zealand and Asian Leg) 
- Guitar, Vocals: Steve Vai
- Fretted & Fretless Bass, Vocals: Philip Bynoe
- Acoustic & Electric Guitars: Dave Weiner
- Acoustic & Electronic Drums & Percussion: Jeremy Colson
- Keyboards: Michael Arrom

2015 – Banda do DVD "Stillness in Motion: Live"
- Guitar, Vocals: Steve Vai
- Fretted & Fretless Bass, Vocals: Philip Bynoe
- Acoustic & Electric Guitars: Dave Weiner
- Acoustic & Electronic Drums & Percussion: Jeremy Colson
- Sitar: Fire Vai

## Discografia

### Álbuns solo
- 1984 - Flex-Able
- 1990 - Passion and Warfare
- 1993 - Sex & Religion
- 1995 - Alien Love Secrets
- 1997 - Fire Garden
- 1998 - Flex-Able Leftovers
- 1999 - The Ultra Zone
- 2005 - Real Illusions: Reflections
- 2012 - The Story of Light
- 2016 - Modern Primitive + Passion and Warfare 25th Anniversary Edition
- 2022 - Inviolate
- 2023 - Vai/Gash

## Livros Publicados
| Ano  | Livro                                             | Editora                            | Info | Ref.    |
| ---- | ------------------------------------------------- | ---------------------------------- | --- | ------- |
| 1982 | The Frank Zappa Guitar Book                       | Hal Leonard Publishing Corporation | The Frank Zappa Guitar Book é um livro de transcrições musicais de alguns dos solos de guitarra - e também partes de bateria - das músicas do Frank Zappa. Todas as transcrições foram feitas pelo Steve Vai | .       |
| 2013 | Guitar World Presents Steve Vai's Guitar Workout  | Hal Leonard Publishing Corporation | | [ 120 ] |
| 2014 | Strange Beautiful Music: A Musical Memoir         | BenBella Books                     | Autobiografia doo guitarrista virtuos estadunidense Joe Satriani que contém entrevistas e depoimentos do Steve Vai                                                                                           | .       |
| 2019 | Vaideology: Basic Music Theory for Guitar Players | Hal Leonard Publishing Corporation | Primeiro livro de teoria musical escrito pelo Steve Vai. Indicado tanto para iniciantes como veteranos das seis cordas.                                                                                      | [ 122 ] |

## Prêmios e indicações
Além de inúmeros prêmios de melhor guitarrista, Vai recebeu 3 prêmios Grammy ao longo de sua carreira.